# Polkville, North Carolina
Polkville är en ort i Cleveland County i North Carolina. Vid 2010 års folkräkning hade Polkville 545 invånare.